# عبد الصمد بوناصر
عبد الصمد بوناصر (من مواليد 11 ديسمبر 2004) هو لاعب كرة قدم جزائري محترف يلعب مع نادي السد في دوري نجوم قطر ومنتخب الجزائر تحت 23 سنة لكرة القدم.

## مسيرته مع الأندية
في 19 مارس 2023، ظهر بوناصر لأول مرة مع اتحاد الجزائر لاعبًا أساسيًّا ضد نادي سانت إيلوا لوبوبو في كأس الكونفدرالية الإفريقية 2022–23، ليصبح أصغر لاعب يمثل اتحاد الجزائر في أفريقيا بعمر 18 عامًا وجاء ظهوره بعد أيام من إعلان ناديه عن دعوة بوناصر للتجارب مع ناديي باريس وسوشو مونبليار الفرنسيين.  أعطى الجهاز الفني لبوناصر في 11 أبريل الماضي الضوء الأخضر لإجراء التجارب في أوروبا.

### نادي السد
وقع مع نادي السد القطري في عام 2024.

## مسيرته الدولية
في يونيو 2022، كان بوناصر جزءًا من منتخب الجزائر لكرة القدم تحت 18 عامًا في ألعاب البحر الأبيض المتوسط 2022 التي نُظّمت في مدينة وهران الجزائرية.

## إحصائيات مسيرته

### مع الأندية
آخر تحديث 15 يوليو 2023. 
| النادي             | الموسم             | في الرابطة              | في الرابطة | في الرابطة | الكأس  | الكأس   | البطولات القارية | البطولات القارية | الأخرى | الأخرى  | المجموع | المجموع |
| النادي             | الموسم             | الدرجة                  | الظهور     | الأهداف    | الظهور | الأهداف | الظهور           | الأهداف          | الظهور | الأهداف | الظهور  | الأهداف |
| ------------------ | ------------------ | ----------------------- | ---------- | ---------- | ------ | ------- | ---------------- | ---------------- | ------ | ------- | ------- | ------- |
| اتحاد الجزائر      | 2021–22            | الرابطة المحترفة الأولى | 0          | 0          | —      | —       | —                | —                | —      | —       | 0       | 0       |
| اتحاد الجزائر      | 2022–23            | الرابطة المحترفة الأولى | 2          | 0          | 0      | 0       | 4                | 0                | —      | —       | 6       | 0       |
| اتحاد الجزائر      | المجموع            | المجموع                 | 2          | 0          | 0      | 0       | 4                | 0                | —      | —       | 6       | 0       |
| المجموع في المسيرة | المجموع في المسيرة | المجموع في المسيرة      | 2          | 0          | 0      | 0       | 4                | 0                | —      | —       | 6       | 0       |

1. ↑  جميع ظهوره في كأس الكونفيدرالية الإفريقية

## الإنجازات
مع اتحاد الجزائر
- كأس الكونفيدرالية الإفريقية 2022–23[7]